# Gnathochorisis chiricahuae
Gnathochorisis chiricahuae är en stekelart som beskrevs av Dasch 1992. Gnathochorisis chiricahuae ingår i släktet Gnathochorisis och familjen brokparasitsteklar. Inga underarter finns listade i Catalogue of Life.